# Fidelio (film, 1956)
Pour plus de détails, voir Fiche technique et Distribution.
Fidelio est un film autrichien réalisé par Walter Felsenstein sorti en 1956.
Il s'agit d'une adaptation de l'opéra de Ludwig van Beethoven.

## Fiche technique
- Titre : Fidelio
- Réalisation : Walter Felsenstein
- Scénario : Walter Felsenstein, Hanns Eisler
- Musique : Ludwig van Beethoven
- Direction musicale : Fritz Lehmann pour l'Orchestre symphonique de Vienne, Hermann Lüddecke pour le Konzertvereinigung Wiener Staatsopernchor
- Direction artistique : Rochus Gliese, Leo Metzenbauer
- Photographie : Walter Tuch (de), Hannes Fuchs, Nicolas Hayer, Viktor Meihsl
- Montage : Irene Tomschik
- Production : J. A. Vesely (de)
- Société de production : Akkord-Film
- Pays d'origine :  Autriche
- Langue : allemand
- Format : Noir et blanc - 1,66:1 - Mono - 35 mm
- Genre : Musical
- Durée : 88 minutes
- Dates de sortie :
  -  Allemagne : 21 juin 1956.
  -  Allemagne de l'Est : 11 octobre 1957.
  -  Suède : 30 janvier 1959.

## Distribution
- Erwin von Gross : Don Fernando
- Hannes Schiel : Don Pizarro
- Richard Holm : Florestan
- Claude Nollier : Leonore, son épouse, sous le nom de Fidelio
- Georg Wieter : Rocco
- Sonja Schöner : Marcellina
- Fritz Berger : Jaquino
- Michael Tellering : Un prisonnier
- Harry Payer : Un prisonnier

## Synchronisation
| Rôle         | Acteur            | Chanteur      | Récitant                   |
| ------------ | ----------------- | ------------- | -------------------------- |
| Don Fernando | Erwin von Gross   | Alfred Poell  |                            |
| Don Pizarro  | Hannes Schiel     | Heinz Rehfuss |                            |
| Fidelio      | Claude Nollier    | Magda László  | Grete Zimmer (de)          |
| Rocco        | Georg Wieter      |               | Wolfgang Hebenstreith (de) |
| Prisonnier   | Michael Tellering | Kurt Equiluz  |                            |
| Prisonnier   | Harry Payer       | Leo Heppe     |                            |

## Source de la traduction
- (de) Cet article est partiellement ou en totalité issu de l’article de Wikipédia en allemand intitulé « Fidelio (1956) » (voir la liste des auteurs).